# Чеджу уорлд кап стадиум
«Чеджу́ уо́рлд кап ста́диум», — многофункциональный стадион в Согвипхо в провинции Чеджудо, Южная Корея. С 2006 года является домашней ареной футбольного клуба «Чеджу Юнайтед».
20 февраля 1999 года началось строительство арены, которая была одним из десяти южнокорейских стадионов для чемпионата мира по футболу 2002 года в Японии и Южной Корее. 9 декабря 2001 года было открыто спортивное сооружение на 42 256 мест. Двухэтажная главная трибуна и части трибун задних ворот покрыты крышей в форме полумесяца. Крыша из стекловолокнистой ПТФЭ-мембраны площадью 16 000 квадратных метров подвешена на шести мачтах с помощью стальных тросов. Три игры чемпионата мира по футболу состоялись в Согвипхо. После чемпионата мира вместимость сократилась, и сегодня он всё ещё предлагает зрителям 35 657 мест. В 2007 году стадион служил одним из восьми мест проведения чемпионата мира по футболу среди юношей не старше 17 лет и чемпионата мира по футболу среди юношей не старше 20 лет 2017 года.